# Ophiolebes brachygnatha
Ophiolebes brachygnatha är en ormstjärneart som beskrevs av Hubert Lyman Clark 1911. Ophiolebes brachygnatha ingår i släktet Ophiolebes och familjen knotterormstjärnor. Inga underarter finns listade i Catalogue of Life.